# Трамвай Кайсери
Трамвай Кайсери (официальное название — Kayseray) — современная трамвайная система в Кайсери в Турции. Оператор — муниципальная организация Kayseri Büyüksehir Belediyesi.

## История
Разработка проектов трамвая в Кайсери началась в девяностых годах. В 2004 году тендер на строительство системы был выигран консорциумом двух фирм, турецкой Yapi Merkezi Construction and Industry и итальянской AnsaldoBreda. Первая фирма должна была построить инфраструктуру, в том числе трамвайная линия, остановки, контактная сеть, сигнализация, депо и ремонтные мастерские), вторая — поставить подвижной состав, низкопольные трамваи Sirio.
Работы по строительству трамвая начались в 2006 году. Открытие трамвая состоялось 1 августа 2009 года.Работы на втором этапе - линии терминала Ильдем-Восток - начались в марте 2012 года. Линия введена в эксплуатацию в октябре 2013 года. Поэтому трамвайная линия была продлена на восток города линией Ильдем-Беязшехир. Длина линии увеличилась до 27 км, а количество станций увеличилось до 43. Третий этап работ по транспортной развязке Талас - Ипексарай стартовал в марте 2012 года. Третья очередь, университетская секция, была введена в эксплуатацию 14 февраля 2014 года, а Таласская линия была введена в эксплуатацию с открытием премьер-министра Ахмета Давутоглу в октябре 2014 года. Длина линий всех этапов увеличилась до 34 км, а количество станций — до 55.
21 ноября 2020 года был заложен фундамент четвертой очереди линии АВМ Анафарталар – Городская больница – Кумсмолл. Он вступил в строй 2 марта 2023 года. Длина линии с 11 станциями составляет 7 км.
Тендер на строительство пятой очереди линии Талас – Анюрт состоялся 30 декабря 2020 года. Длина ступени, введенной в эксплуатацию 28 октября 2023 года, составляет 5,5 км. Благодаря этой линии общая длина железнодорожной системы в Кайсери увеличилась до 46 км. Планируется построить интегрированную с другими линиями линию Эркилет длиной 13,4 км, которая соединит от Анаюрта, который находится на стадии планирования, с остановкой на вокзале скоростного поезда, Kumsmall ТЦ и аэропортом. 1,9 км этой линии станет линией Airport Fishbone Line. Под Городской площадью планируется пройти тоннель длиной 4,6 км.
Линия железнодорожной системы, насчитывающая в общей сложности 75 станций, работает с регулярными интервалами с 06.00 утра до 00.00 ночи. Kart38 используется для посадки в трамваи.

## Описание системы
Система расположена на 76,7 км автодороги. Ширина сваи 1435 мм, напряжение контактной сети 750 Вольт, ток постоянный.
Всего 4 линии с 75 остановками. Доступ на станцию осуществляется через турникеты. На автобусных остановках используются как боковые, так и боковые платформы. Ниже расположен раздел с дорогами.
Склад расположен недалеко от терминала организованной отрасли.

## Подвижной состав
В системе используется около 60 трамваев Sirio производства AnsaldoBreda. Трамваи двухсторонние, низкопольные, имеют пять секций. Длина трамвая составляет 22,32 м, ширина – 2,65 м. В каждом трамвае 64 сидячих и 206 стоячих мест.
Кроме того, с 2016 года они эксплуатируют 20 трамваев Бозанкайа.